# 약자
약자(略字, 문화어: 략자) 또는 반자(半字)는 한자 본래의 자체(字體)에서 점이나 획을 생략하거나 대용자를 사용하여 간략화한 속자를 가리킨다. 대한민국에서는 한자의 표준적인 정자보다 획이 간략한 것을 모두 약자라고 통칭하는 경향이 있다. 그러나 학계에서는 그 범위를 대폭 축소하여 사회적 합의하에 쓰이는 속자만을 약자라고 부르는 것이 일반적이다.
이 문서에서는 광의의 약자, 즉 표준적인 정자를 간략화한 한자라는 의미의 약자를 다룬다.

## 개설
약자는 주로 공적이지 않은 필기 환경상에서 발전해왔으며, 점획을 생략하거나 흘려쓴 초서나 행서를 해서화하는 것이 일반적이나 근래에는 성부(聲符)를 알파벳이나 가나, 한글 자모로 대체한 사례도 있다.
일본과 중화인민공화국에서는 민간에서 쓰이던 약자를 정식으로 채택하여 표준 자체로 제정하여 각각 신자체와 간화자라고 칭한다. 일본의 신자체는 실제로 쓰인 자체만을 조사하여 채택하였으나, 중국의 간화자는 인위적으로 만들어진 자체도 적지 않다. 또한 전자는 일본의 상용한자 범위 내에서만 적용되어 이른바 표외자(表外字)에는 구래의 구자체가 그대로 사용되는 반면, 간화자는 범위 제한 없이 모든 한자에 대하여 간화 자형을 제시 및 사용하고 있다. 대한민국에서도 1967년에 문교부 주도로 약자를 제정하려는 시도가 있었으나 박정희 대통령의 한글전용 5개년 계획이 발표되며 흐지부지되었다.
대한민국의 경우, 일부 약자는 대법원 인명용 한자표에서 정자와 함께 쓸 수 있는 글자로 지정되어 있다. 그 외에(특히 초서체 계통의 약자)는 공식적으로 인정되고 있지 않다. 사단법인 한국어문교육연구회 등 일부 한자관련 단체에서 주관하는 한자능력 인증 시험에서 일부 약자를 정자 대신에 사용하는 것을 허용하고 있다. 한국어문회의 경우 급수에 따라서 약자 쓰기 문항을 출제, 약자를 준공식적으로 인정해주고 있기도 하다.

## 예시

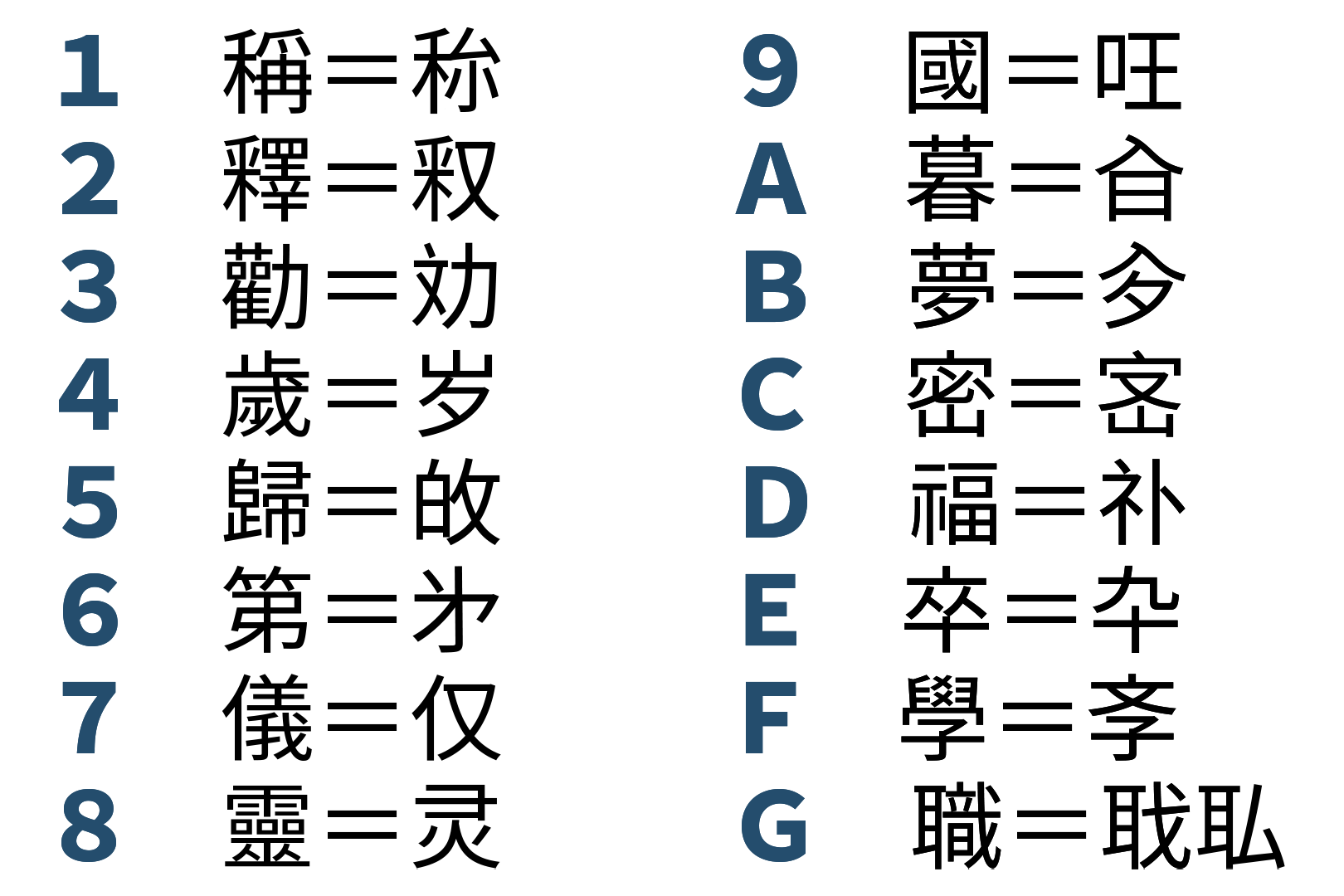
왼쪽부터 1.稱 2.釋 3.勸 4.歲 5.歸 6.第 7.儀 8.靈 9.國 A.暮 B.夢 C.密 D.福 E.卒 F.學 G.職의 한국 약자례.

### 초서를 해서화한 것
초서체를 그대로 해서화한 사례이다.
- 「第」→「㐧」
- 「門」→「门」
- 「無」→「」
- 「喜」→「㐂」
- 「圖」→「図」
- 「訁」「飠」「糹」→「讠」「饣」「纟」

### 초서를 일부만 반영한 것
- 「𦥯」「炏」「吅」「」 등 →「ツ」「丷」
  - 「學」「興」→「学」「兴」
  - 「選」「營」→「」「営」
  - 「單」「機」→「单」「」
- 「臣」「𠂤」→「リ」
  - 「堅」「賢」→「坚」「䝨」
  - 「師」「帥」→「师」「帅」
  - 「歸」→「帰」

### 일부를 생략한 것
- 「歷」에서 「秝」「止」를 생략한 「厂」[주 1]
- 「嚴」에서 「敢」을 생략한 「」
- 「個」에서 「古」를 생략한 「㐰」
- 「劇」에서 「豕」을 생략한 「」

### 일부를 간단한 글자로 대체한 것
- 복잡한 부분을 「文」「又」로 대체한 것
  - 「權」→「权」
  - 「離」→「」
- 「𢇇」을 「关」으로 대체한 것
  - 「關」→「関」
  - 「聯」→「聠()」[주 2]「联」

### 반복되는 부분을 기호화한 것
- 같은 두 자가 반복될 때 나머지 한 자를 점 2개로 대체
  - 「棗」→「枣」
- 같은 세 자가 반복될 때 아래 두 자를 점 4개(冫을 마주 적은 것)로 대체
  - 「森」「協」「壘」→「」「𫝓」「塁」

## 한국의 약자
한국의 근현대 약자는 대개 일본의 신자체와 비슷하여 일본인들도 알아볼 수 있다. 하지만 权(權, 저울 권) 자와 같이 중화인민공화국이나 싱가포르의 간체자와 동일한 것도 더러 존재하고, 䴡(麗, 아리따울 려)처럼 간체자·신자체에 포함되지 않은 독특한 약자도 존재한다. 이들 약자 중에서 ‘竜’(龍, 미르 룡) 자와 같이 고자(古字)에 속하는 것들도 더러 있고, (無, 없을 무) 자와 같이 초서의 변형인 것도 있다. 나머지는 정자보다 후대에 만들어진 해서의 이체자(異體字)이다.

### 약자 제정

#### 문교부 약자
당시 문교부 소속 국어심의회 한문분과위원회는 1967년 11월 10일에 문교부 제정 상용한자 1,300자 가운데 필기가 어려운 542자를 선정하여 〈한자약자시안〉을 마련하였다. 이중 일본식 신자체와 동일한 것이 57자, 중공식 간화자와 동일한 것이 33자, 양식을 절충하여 제정한 것이 43자이다. 한문분과위는 1968학년도 교과서에 약자를 적용하는 것을 목표로 1967년 2월 23일에 약자 제정에 착수했다. 약자 제정에는 이가원 교수를 포함한 7명의 학자가 핵심적으로 관여했다. 542자의 약자시안 완성 후 열린 국어심의회는 28인으로 구성되었는데, 일석 이희승 박사가 의장, 외솔 최현배가 부위원장으로 선출되었다. 같은해 11월 11일부터 각자 약자시안을 심의하여 21일에 자별 합의를 모아 통과시킬 예정이었으나 최현배를 포함한 한글학회 인사는 약자 제정이 학생에게 이중부담을 주고 한글전용법의 입법 정신에 어긋난다며 반대 의사를 표했다. 문교부 약자에는 사용된 실례는 있으나 자주 쓰이지 않아 생소한 자체가 많았고, 실제로 사용된 예가 없음에도 작위적으로 개변이 가해져 만들어진 글자도 있었기에 학계와 여론의 반발을 샀다. 결국 21일의 첫 모임에서 반대의견에 부딪쳐 해당 시안을 철회하기에 이른다.
542자의 〈한자약자시안〉이 백지화되자 문교부는 한문분과위에 위촉하여 관용 약자 215자를 추려 새로 제정안을 마련했고, 같은 해 12월 21일 국어심의회에 제출했다. 같은 날 오후 심의에서 6자의 자체를 고치고 자획이 비교적 적은 17자는 정자로 되돌려 198자만을 제정하기로 의견을 모았다. 대중성 있는 관용 약자를 위주로 제정한 것이다 보니 일부 한글전용론자를 제외하면 참석자 21명 가운데 대부분이 찬동하여 축자심의를 주장하였고, 조율의 거쳐 상기의 수정사항이 나오게 된 것이다. 그러나 이에 반대한 6명이 심의 도중에 돌연 퇴장하는 바람에 성원미달로 정식으로 채택여부를 결정짓지 못한 채 산회하였다. 198자의 목록은 다음과 같다.
| 價—価 | 關—関 | 團—団 | 覽—   | 離—   | 辯—弁 | 續—続 | 惡—悪 | 演—   | 議—   | 傳—伝 | 卽—即 | 廳—庁 | 學—学 | 會—会 |
| 假—仮 | 廣—広 | 斷—断 | 兩—両 | 裏—裡 | 寶—宝 | 屬—属 | 壓—压 | 鹽—塩 | 儀—仅 | 錢—銭 | 證—証 | 聽—𦗟 | 艦—   | 劃—㓰 |
| 覺—覚 | 鑛—鉱 | 擔—担 | 麗—䴡 | 臨—临 | 拂—払 | 數—数 | 愛—爱 | 榮—栄 | 貳—弍 | 轉—転 | 眞—真 | 體—体 | 凾—函 | 後—后 |
| 監—监 | 區—区 | 當—当 | 勵—励 | 萬—万 | 佛—仏 | 收    | 藥—薬 | 營—営 | 壹—壱 | 節—   | 鎭—鎮 | 遞—逓 | 解—觧 | 興—𪥌 |
| 據—拠 | 舊—旧 | 黨—党 | 歷    | 灣—湾 | 飛    | 壽—   | 孃—嬢 | 豫—予 | 殘—残 | 點—店 | 質—貭 | 總—捴 | 鄕    | 喜—㐂 |
| 擧—挙 | 國—囯 | 對—対 | 曆    | 滿—満 | 師—师 | 帥—帅 | 樣—様 | 藝—芸 | 蠶—蚕 | 靜—静 | 贊—賛 | 蟲—虫 | 響    |       |
| 劍—剣 | 權—权 | 臺—台 | 聯—联 | 賣—売 | 絲—糸 | 樹    | 壤—壌 | 譽—誉 | 雜—雑 | 淨—浄 | 讚—讃 | 齒—歯 | 虛—虚 |       |
| 檢—検 | 勸—勧 | 帶—带 | 戀—恋 | 麥—麦 | 寫—㝍 | 隨—随 | 讓—譲 | 慾—欲 | 將—将 | 際    | 察    | 寢—寝 | 險—険 |       |
| 擊—𨊥 | 歸—敀 | 稻—稲 | 靈—灵 | 脈—脉 | 辭—辞 | 濕—湿 | 嚴—   | 優—   | 裝—装 | 祭    | 參—参 | 稱—称 | 驗—験 |       |
| 堅—坚 | 劇—   | 獨—独 | 禮—礼 | 面    | 狀—状 | 乘—乗 | 餘—余 | 圓—円 | 壯—壮 | 濟—済 | 慘—惨 | 彈—弹 | 賢—䝨 |       |
| 輕—軽 | 氣    | 讀—読 | 爐—炉 | 無    | 喪—丧 | 時    | 與—与 | 圍—囲 | 藏—   | 齊—斉 | 册—冊 | 擇—択 | 惠    |       |
| 慶—   | 緊—紧 | 同—仝 | 勞—労 | 密    | 雙—双 | 愼—慎 | 驛—駅 | 爲—為 | 臟—   | 劑—剤 | 處—所 | 鬪—閗 | 號—号 |       |
| 經—経 | 難—   | 燈—灯 | 龍—龍 | 發—発 | 釋—釈 | 實—实 | 譯—訳 | 僞—偽 | 奬—   | 條—条 | 賤—賎 | 廢—廃 | 畫—画 |       |
| 繼—継 | 寧—寕 | 樂—楽 | 留—畄 | 變—変 | 選—   | 兒—児 | 煙—烟 | 應—応 | 爭—争 | 卒—卆 | 淺—浅 | 品—𠯮 | 擴—拡 |       |
| 觀—𣁐 | 單—単 | 亂—乱 | 率—   | 邊—   | 聲—声 | 亞—亜 | 硏—研 | 醫—医 | 戰—战 | 晝—昼 | 鐵—鉄 | 豐—豊 | 歡—歓 |       |

1967년 연내에 합의를 보고 채택할 계획이었으나 실현되지 못하고 이듬해 3월 30일, 문교부는 박정희 정부의 한글전용화 5개년 계획이 구체화됨에 따라 약자안을 폐기하기로 결정했다.

#### 한국어문회 약자
1980년대 초에 갑자기 부상한 약자론(略字論)은 신문 지면상에서 한자의 분별을 더 용이케 하자는 데서, 지면에서는 정자를 쓰고 필기에서는 약자를 사용하는 양층화된 어문습관을 해소하고자 제안된 것이다. 당시는 한국의 주류 언론의 지면 상에서 일본식 편평 활자를 그대로 채택하여 사용하는 바람에 납작해진 한글은 변별력이 낮아 가독성을 저해시켰고, 이를 해소하기 위한 활자 개혁에 대한 고찰이 대두되기 시작한 시기였다. 한글 활자의 가독성 제고와 더불어 당시 한글활자에 비해 비교적 판독이 용이한 한자 활자의 가독성을 더욱 제고하기 위해 약자를 사용해야 한다는 논의 또한 제기되었다.
한국어문회 간행 《어문연구》 9권 2호(통권 30호, 1981년 10월)에는 이례적으로 약자 제정에 관한 기사가 많이 실려 있으며, 같은 해 11월에는 신문사와 인쇄업계에 181자의 약자 사용을 권고하기에 이른다. 이 일련의 논의의 계기는 당시 조선일보 서강화 교열부장의 기사 〈약자 시대(略字 時代)로 가자〉였다. 서강화는 해당 기사에서 173자의 약자안을 게재했고, 180자 정도의 약자화가 바람직하다고 주장했다. 이는 1981년 제정 한국어문회 약자안을 정하는 기판이 되었다.
사단법인 한국어문회는 국한문혼용과 한자교육을 강고하게 제창하며 한글전용론자와 오랜 세월 대립하였으며, 서강화의 기사를 계기로 약자를 제정하여 한자의 학습 난이도를 낮추고 가독성과 실리성을 고려해 약자 제정에 나선다. 1981년 5월 14일의 정기총회에서 21명의 위원으로 약자연구 소위원회를 구성하였고, 소위원회 내에 기안분과위원회(起案分科委員會)가 구성되어 김두찬 위원장을 중심으로 박노춘, 성원경, 서강화 위원이 위촉되었다. 한국어문회 내에서 총 6차례의 심의를 거쳐 자종 89자와 파생시킨 계열자 92자를 합친 계181자의 약자 시안을 《어문연구》 30호에 공개하였다.
조선일보는 181자 중 절반인 90자의 약자를 채택하고, 㭗(막힐 울)과 灵(신령 령)의 두 약자를 각각 정자에 더 가까운 欝과 霊로 변경하여 1983년 4월부터 1993년 4월까지 10년간 지면에 실제로 적용했다. 단계적으로 채용하는 약자의 수를 늘려나갈 계획이었으나 실현되지 못했다. 90자 약자의 목록은 다음과 같다.
| 價—価 | 繼—継 | 獨—独 | 禮—礼 | 攝—摂 | 肅—粛 | 譯—訳 | 轉—転 | 澤—沢 |
| 區—区 | 舊—旧 | 當—当 | 灣—湾 | 數—数 | 蠅—蝿 | 豫—予 | 囑—嘱 | 廢—廃 |
| 國—国 | 覺—覚 | 膽—胆 | 蠻—蛮 | 濕—湿 | 辭—辞 | 醫—医 | 廳—庁 | 劃—㓰 |
| 廣—広 | 觀—観 | 讀—読 | 賣—売 | 燒—焼 | 釋—釈 | 餘—余 | 總—総 | 學—学 |
| 據—拠 | 關—関 | 黨—党 | 寶—宝 | 絲—糸 | 隨—随 | 鬱—欝 | 處—処 | 擴—拡 |
| 擧—挙 | 團—団 | 亂—乱 | 發—発 | 續—続 | 圍—囲 | 傳—伝 | 蟲—虫 | 會—会 |
| 權—権 | 圖—図 | 戀—恋 | 邊—辺 | 纖—繊 | 壓—圧 | 劑—剤 | 觸—触 | 獻—献 |
| 歐—欧 | 對—対 | 壘—塁 | 實—実 | 繡—𫃯 | 應—応 | 濟—済 | 遞—逓 | 畵—画 |
| 毆—殴 | 擔—担 | 樓—楼 | 壽—寿 | 繩—縄 | 與—与 | 蠶—蚕 | 鐵—鉄 | 繪—絵 |
| 歸—帰 | 斷—断 | 獵—猟 | 屬—属 | 聲—声 | 譽—誉 | 證—証 | 擇—択 | 號—号 |

조선일보가 90자의 약자 사용을 실시하자 일본의 아사히 신문과 요미우리 신문은 "조선일보가 쓰는 약자는 일본 약자", "(일본식 약자의) 편리함이 내셔널리즘을 누른 것"이라며 보도했다. 경향신문은 이에 편승 보도하여 조선일보 약자가 일본식 약자임을 주장하며 "국적이 없는 한자 약자"라고 비판했다. 그러나 경향신문이 일본식 약자라며 설명한 사례는 모두 한국과 중국의 고전에서 문증되는 자체이며, 한자를 억지로 파자하여 가나를 반영한 일본식 자체라고 주장하는 등 타당성이 결여되어 있었다.
이에 수십여명이 이르는 한국어문회 소속 및 언론계 인사는 곧바로 일본 수상, 일본 중의원 의장, 아사히 신문 사장, 요미우리 신문 사장, 산케이 신문 사장, 교도 통신사 사장 등을 수신으로 하는 항의서를 작성해 보내는 등, 약자 파동이 일기도 했다.

## 약자와 대용자
1967년 12월에 한국신문협회에서 2,000자의 신문용 상용한자를 제정한 이래 일부 신문사에서는 표외자를 표기하기 위하여 대용자 내지 통용자를 채택하여 사용하기 시작했다. 濠洲 대신 豪州, 席捲 대신 席卷, 車輛 대신 車兩, 返還 대신 反還, 叛亂 대신 反乱, 日蝕 대신 日食, 畸形 대신 奇形으로 적는 것이 그 실례이다. 일본제 약자를 그대로 차용하여 대용자로 사용하는 경우도 있다.
- 萬歲→万才
- 臺數→台数
- 戰鬪→戦斗
- 豫習→予習

20세기 전반에 걸쳐 일본 한자음으로는 같지만 한국 한자음으로는 일치하지 않는 위와 같은 대용자가 관용되었다. 현재도 일본이 당용한자 제정 당시에 병합한 글자를 그대로 한국 한자음으로 읽어 차용해온 사례가 있다. 일례로 굴착(掘鑿)과 일본식 대용자를 채택한 굴삭(掘削)은 모두 표준국어대사전에 등재되어 있으며, 한 단어의 한자 표기에서 聯(연이을 련)과  일본식 대용자인 連(잇닿을 련)이 병용되는 현상 또한 일본식 대용자를 수입해온 영향이다.

## 같이 보기
- 국자표준자체
- 간체자
- 신자체

### 내용주
1. ↑  중국에서는 「廠」의 간화자이다.
2. ↑  본래는 '귀닫을 병'이다.
3. ↑  일본 신자체로는 権으로 표기한다.
4. ↑  중국 간체자로는 丽, 일본에서는 그대로 麗로 표기한다.
5. ↑  氣, 歷, 曆, 面, 無, 密, 收, 樹, 隨, 飛, 時, 際, 祭, 察, 鄕, 響, 惠의 17자는 약자안에서 제외되었다.
6. ↑  과격한 변화로 인해 읽지 못하는 독자가 생기는 현상을 막기 위함이다.

### 참조주
1. ↑  “漢字略字案 폐기”. 《조선일보》. 1968년 3월 31일.
2. ↑  “『漢文略字試案』 마련”. 《동아일보》. 1967년 11월 11일.
3. ↑  “문교부 제정 한자 약자에 대한 여론”. 《연세춘추》 5 (484): 3. 1967년 11월 20일.
4. ↑  “常用漢字를 略字로”. 《조선일보》. 1967년 11월 12일.
5. ↑  한글학회 등 (1967년 4월 14일). “漢文略字反對 성명”. 《동아일보》.
6. ↑  “漢字略字 大幅縮小될듯”. 《동아일보》. 1967년 11월 21일.
7. ↑  “漢字略字 198字”. 《조선일보》. 1967년 12월 22일.
8. ↑  “漢字略字 198字로 줄여”. 《동아일보》. 1967년 12월 22일.
9. ↑  한국어문교육연구회 (1981년 10월). “新聞活字 바꾸기와 略字와의 問題點”. 《어문연구》 9 (2).
10. 1 2  한국어문교육연구회 (1999). 《한국어문교육연구회 30년사》. 165-170쪽.
11. ↑  서강화 (1981년 4월 16일). “略字時代로 가자”. 《조선일보》.
12. ↑  김두찬 (1981년 10월). “「新聞用 略字(試案)」 選定의 經過報告”. 《어문연구》.
13. ↑  “오늘부터 漢字略字 사용”. 《조선일보》. 1983년 4월 26일.
14. ↑  “國籍이 없는 漢字略字”. 《경향신문》. 1983년 7월 20일.
15. 1 2  남광우 (1984년 1월). 〈漢字略字의 국적追跡〉. 《월간조선》. 조선일보사. 188-202쪽.
16. 1 2  남광우 (1970). 《現代國語國字의 諸問題》. 일조각. 114-115쪽.